# Борха Валеро
Борха Валеро (ісп. Borja Valero, нар. 12 січня 1985, Мадрид) — іспанський футболіст, атакувальний півзахисник аматорського італійського клубу «Лебовські».
Має в активі одну гру за національну збірну Іспанії.

## Клубна кар'єра
Народився 12 січня 1985 року в місті Мадрид. Вихованець футбольної школи клубу «Реал Мадрид». У дорослому футболі дебютував 2005 року виступами за другу команду королівського клубу — «Реал Мадрид Кастілья», в якій провів два сезони, взявши участь у 76 матчах чемпіонату. В сезоні 2006/07 також провів дві гри за основну команду «Реала», по одній у Кубку Іспанії та в тогорічній Лізі чемпіонів (вийшов на заміну у виїзній грі «Реала» проти київського «Динамо»).
2007 року залишив мадридський клуб і уклав п'ятирічний контракт з «Мальоркою». Добре проявив себе в новому клубі, привернувши увагу представників англійського «Вест-Бромвіч Альбіона», які погодилися сплатити за молодого іспанця 7 мільйонів євро, що на той час стало рекордним для «Мальорки» трансфером. В Англії регулярно виходив на поле, проте не зміг допомогти своєму клубові утриматися у Прем'єр-лізі — за результатами сезону 2008/09 «Альбіон» фінішував останнім у турнірній таблиці й повернувся до Футбольної Ліги, а Валеро повернувся до свого попереднього клубу «Мальорки» на умовах оренди.
2010 року приєднався до іншого іспанського клубу, «Вільярреала», спочатку також на умовах оренди, а за рік, уклавши повноцінний контракт, був основним гравцем команди.
До складу італійської «Фіорентини» приєднався 2012 року. Протягом наступних п'яти сезонів був основним гравцем «фіалок», провівши за цей час понад 200 матчів за флорентійську команду в усіх турнірах.
Влітку 2017 року за 5,5 мільйона євро перейшов до міланського «Інтернаціонале», з яким уклав трирічний контракт. Починав як гравець основного складу, проте поступово його ігровий час в «Інтері» скорочувався й по завершенні контракту іспанець залишив «Інтер» на правах вільного агента.
16 вересня 2020 року 35-річний півзахисник уклав однорічну угоду з «Фіорентиною». По завершенню контракту із цим клубом у серпні 2021 року вирішив далі виступати на полі у складі команди шостого дивізіону Італії «Лебовські».

## Виступи за збірні
2002 року дебютував у складі юнацької збірної Іспанії, взяв участь у 22 іграх на юнацькому рівні (в командах різних вікових категорій), відзначившись 6 забитими голами.
2011 року провів одну товариську гру у складі національної збірної Іспанії.
| Дата       | Місто    | Господарі | Результат | Гості   | Турнір           | Голи | Примітки |
| ---------- | -------- | --------- | --------- | ------- | ---------------- | ---- | -------- |
| 04-06-2011 | Фоксборо | США       | 0 – 4     | Іспанія | товариський матч | -    | 64'      |
| Усього     |          | Матчів    | 1         |         | Голів            | 0    |          |

## Титули і досягнення
- Чемпіон Європи (U-19): 2004